# Beretta 418
La Beretta 418 è una pistola semi-automatica prodotta dalla Beretta nel 1938.

## Sviluppo
La pistola venne sviluppata partendo dal progetto iniziale della Beretta 318, e di quest'ultima si poneva come una diretta evoluzione. Come la precedente versione, era concepita come arma per la difesa personale a distanza ravvicinata. Prodotta a partire dal 1938, terminò la produzione nel 1961, ma venne comunque commercializzata fino al 1965.

## Tecnica
La 418 era predisposta all'impiego di munizioni calibro 6,35 mm. I suoi caricatori avevano capienza per otto colpi e rispetto alla 318 era dotata di un avviso di armamento che venne realizzato adottando un  percussore che recava un'appendice posteriore fuoriuscente dal carrello  tramite  un foro passante quando  la molla era compressa e l'arma pronta a sparare. L'arma è caratterizzata dalla chiusura a massa, e la canna fissa è bloccata al fusto da un innesto a coda di rondine simile a quello delle Beretta modello 34 e 35. Non è presente il cane a causa delle ridotti dimensioni, ed è sostituito da un percussore lanciato. Nella sezione sinistra della 418 è presente la leva della sicura che permette di bloccare il grilletto. Il fusto era realizzato in lega leggera.

## Impiego
La pistola prestò servizio in reparti delle forze armate italiane tra il 1938 e il 1961. In particolare, veniva utilizzata dagli ufficiali come arma di difesa a corto raggio al posto della Beretta 34. È per questo che venne impiegata anche in qualche film di James Bond.